# بیلی بیورک
بیلی بیورک (انگلیسی: Billy Burke (golfer)؛ ۱۴ دسامبر ۱۹۰۲ – ۱۹ آوریل ۱۹۷۲) یک گلف‌باز بود.